# ケモノ娘の育て方
『ケモノ娘の育て方』（けものむすめのそだてかた）は、2018年9月28日にSWEET&TEAより発売された18禁美少女アドベンチャーゲーム。
パッケージ版、ダウンロード版、Steam版がある。Steam版は、日本語UI、日本語テキストも対応している。

## 登場人物

### ヒロイン
桜庭 いろは（さくらば いろは）
声 - 柚原みう
加賀谷 佳菜（かがや かな）
CV - 綾音まこ
主人公のことが大好きだが、まだ恋人になっていない。しかし、行為を済ませている。

### サブヒロイン
小番 千尋（こつがい ちひろ）
CV - 奏雨
どうやら、いろはの昔のことを知っているようだが...
幸坂 小鳥（こうさか ことり）
CV - 早瀬ゃょぃ
自分のことを「一人前のレディ」と主張して背伸びしている。
木坂 愛鈴（きさか まりん）
CV - 桜川未央
主人公のアルバイト先が愛鈴の家。いろはの体について調べ、いろはの体がナイフなどで傷がついてもすぐ治る特殊な状態にあることや、主人公と行為を行った後日に処女膜がなくなっていることを突き止める。

## スタッフ
- 原画：もとみやみつき
- ＳＤ原画：とまとかげ
- シナリオ：ＮＹＡＯＮ / 和泉万夜
- 音楽：ＢＵＲＴＯＮ

## 音楽
主題歌
「Happy Beat!」
歌 - solfa feat. 美郷あき
作詞 - 天ヶ咲麗
作曲 - 橋咲透
編曲 - 橋咲透